# Wojciech Militz
Wojciech Militz ps. „Bystry” (ur. 29 lipca 1926 w Warszawie, zm. 18 marca 2018 tamże) – polski strzelec, uczestnik powstania warszawskiego, prezes Środowiska Pułku AK Baszta, Mokotowskich Oddziałów Powstańczych, także prezes zarządu fundacji „Wystawa Warszawa Walczy 1939-45”.

## Życiorys
Był żołnierzem Armii Krajowej. W powstaniu walczył w batalionie Bałtyk pułku „Baszta”  na Mokotowie. Dwukrotnie ranny.
Odznaczony Krzyżem Komandorskim Orderu Odrodzenia Polski (1999) oraz Medalem za Długoletnie Pożycie Małżeńskie (2000).
Został członkiem honorowego komitetu poparcia Bronisława Komorowskiego przed przyspieszonymi wyborami prezydenckimi 2010 oraz przed wyborami prezydenckimi w Polsce w 2015 roku.